# David Lavi
David Lavi (דוד לביא; Natanya, 19 febbraio 1956) è un ex calciatore israeliano, di ruolo attaccante.

## Carriera
Fu per quattro volte capocannoniere del campionato israeliano: nel 1978, nel 1980, nel 1984 e nel 1985.